# کیندسباخ
کیندسباخ (به آلمانی: Kindsbach) یک شهر در آلمان است که در کایزرسلاوترن واقع شده‌است. کیندسباخ ۲٬۴۷۹ نفر جمعیت دارد.